# Коста ди Ровиго
Коста ди Ровиго је насеље у Италији у округу Ровиго, региону Венето.
Према процени из 2011. у насељу је живело 2326 становника. Насеље се налази на надморској висини од 6 м.

## Становништво
| 1951. | 1961. | 1971. | 1981. | 1991. | 2001. | 2011. |
| ----- | ----- | ----- | ----- | ----- | ----- | ----- |
| 4.286 | 3.550 | 3.302 | 3.178 | 3.060 | 2.956 | 2.683 |